# Oxford
Pour les articles homonymes, voir Oxford (homonymie).
Oxford (en anglais [ˈɒks.fəd]) est une ville britannique située à 90 km au nord-ouest de Londres. Elle est le centre administratif du comté de l'Oxfordshire dans l'Angleterre du Sud-Est, et en tant que ville régionale dessert un arrière-pays s'étendant aux Cotswolds.
La célèbre université d'Oxford, la plus ancienne université du monde anglo-saxon, y est situėe. En 2015, on dénombrait environ 159 600 habitants, dont plus de 32 000 étudiants. Les habitants d'Oxford sont appelés les Oxoniens (Oxonians en anglais). La rivière Cherwell et la Tamise passent par Oxford, au sud du centre-ville. Sur une distance d'environ 16 km dans les environs d'Oxford, la Tamise y est appelée l'Isis.
Les bâtiments d'Oxford sont un exemple de toutes les périodes de l'architecture de l'Angleterre, depuis l'arrivée des Anglo-Saxons jusqu'à l'époque actuelle. Elle est surnommée « the city of dreaming spires » (« la ville aux clochers rêveurs »), expression inventée par le poète Matthew Arnold pour décrire l'architecture harmonieuse des bâtiments de l'université d'Oxford. Oxford dispose d'une activité économique variée, comprenant la construction de voitures (BMW Mini), l'éducation, l'édition et de nombreuses entreprises informatiques et savantes.

## Histoire
Les Saxons sont les premiers à occuper le site d'Oxford qu'ils appellent « Oxnaforda », (de oxa, « bœuf », et ford, « gué »), les gués étant d'importance vitale en l'absence de ponts.
Sur ce lieu est fondé un prieuré au VIIIe siècle par la princesse Frithuswith, considérée par la suite comme la sainte patronne de la ville, mais la première mention sur un document écrit date de 912 dans la Chronique anglo-saxonne. Au Xe siècle, Oxford devient une importante ville frontière militaire entre les royaumes de Mercie et du Wessex et subit à plusieurs reprises les raids des Danois.
En 1191, une charte de la ville est rédigée en latin : « Qu'il soit connu de tous ceux qui sont présents et futurs que nous, les citoyens d'Oxford de la Communauté de la Ville et de la Guilde des Marchands ont donné, et par cela, notre présente charte, confirment la donation de l'île de Midney avec toutes les choses qui s'y rapportent, à l'église de Sainte-Marie à Oseney et aux chanoines servant Dieu en ce lieu. […] Nous avons fait cette concession et confirmation au Conseil de la communauté de la ville et nous l'avons confirmée auprès de notre sceau. Ce sont ceux qui ont fait cette concession et cette confirmation. » Suit une liste des témoins se terminant ainsi : « […] et toute la communauté de la ville d'Oxford. »
Le prestige d'Oxford est révélé par une charte reçue du roi Henri II d'Angleterre, accordant à ses citoyens les mêmes droits et privilèges que ceux dont jouit la capitale du royaume. Des maisons religieuses sont fondées dans la ville ou ses environs. Un petit-fils du roi Jean établit l'abbaye de Rewley pour l'ordre cistercien. Les religieux de différents ordres (Dominicains, Franciscains, Carmélites, Augustins et trinitaires) tiennent à Oxford des établissements plus ou moins importants.
Le Parlement se réunit souvent dans la ville au cours du XIIIe siècle. Les Provisions d'Oxford y sont installées par un groupe de barons guidés par  Simon de Montfort. Ces documents sont souvent considérés comme la première constitution écrite de l'Angleterre.

### L'Université au Moyen Âge

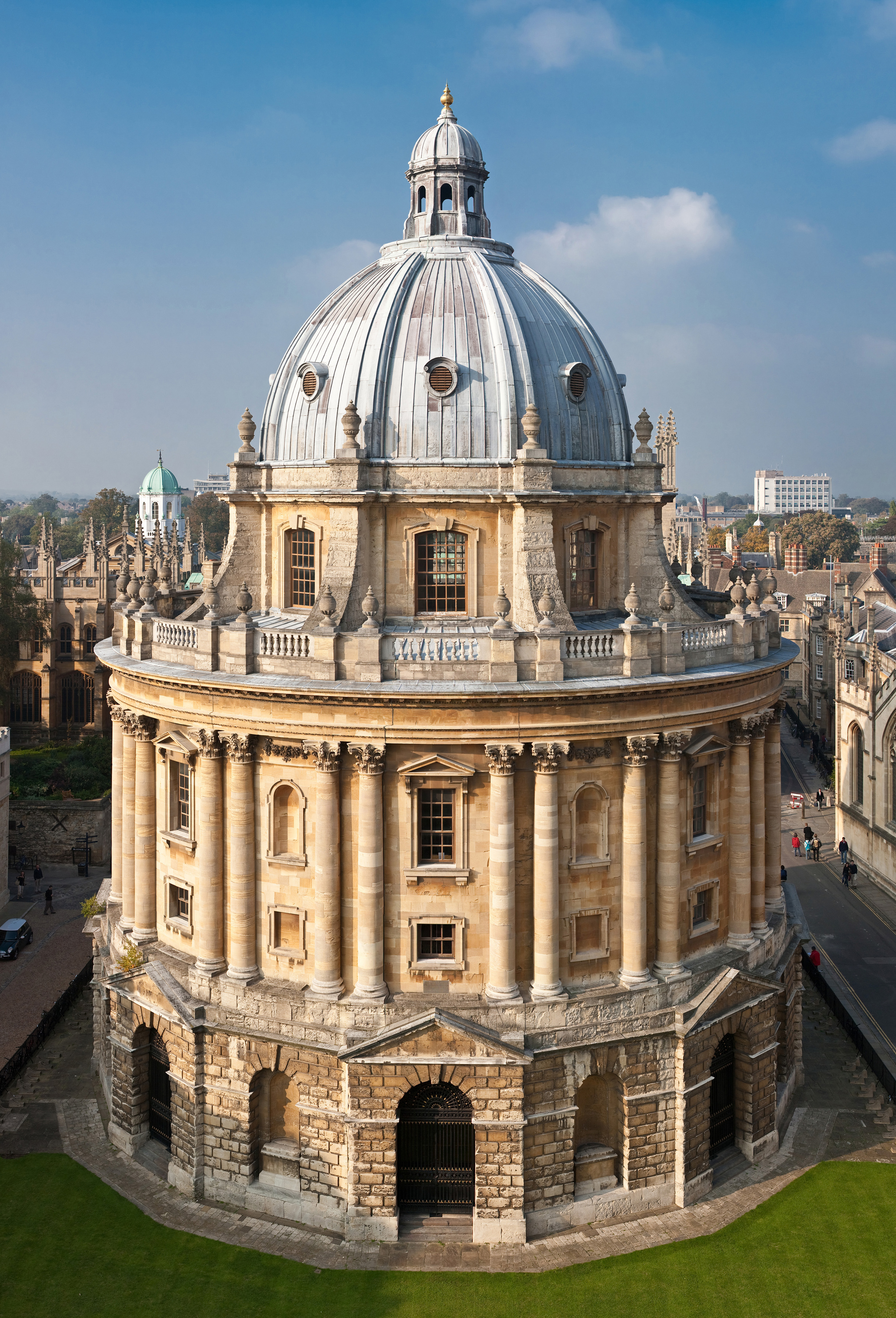
Radcliffe Camera.

L'université d'Oxford est mentionnée pour la première fois dans les archives du XIIe siècle.
Des centaines d'Aularian Houses, ces halls médiévaux qui ont conduit à la fondation de l'université et précédé la création des premiers collèges, seul demeure St Edmund Hall (établi en 1225).
L'émergence des collèges met un terme aux halls. Les premiers collèges d'Oxford sont l'University College (1249), le Balliol College (1263) et le Merton College (1264). Ces établissements sont fondés au moment où les Européens commencent à traduire les écrits des philosophes grecs, qui remettent en question l'idéologie européenne, inspirant des découvertes scientifiques et des avancées dans les arts ; la société commence à avoir d'elle-même une vision nouvelle. Les collèges d'Oxford sont soutenus par l'Église qui nourrit l'espoir de réconcilier philosophie grecque et théologie chrétienne. En parallèle, se développent des ateliers de fabrication de manuscrits, installés particulièrement dans la Catte Street. À cette époque travaille l'enlumineur William de Brailes. 
Le philosophe Roger Bacon (1214-1294) se fixa à Oxford, de 1247 à 1256, enseignant Aristote. La tour octogonale à l'extrémité sud du Folly Bridge est considérée par tradition comme son lieu d'étude. Elle a été démolie en 1779, mais reproduite en 1787 sur une aquarelle des débuts de William Turner d'après une gravure plus ancienne. Cette œuvre est conservée à la Tate Britain.

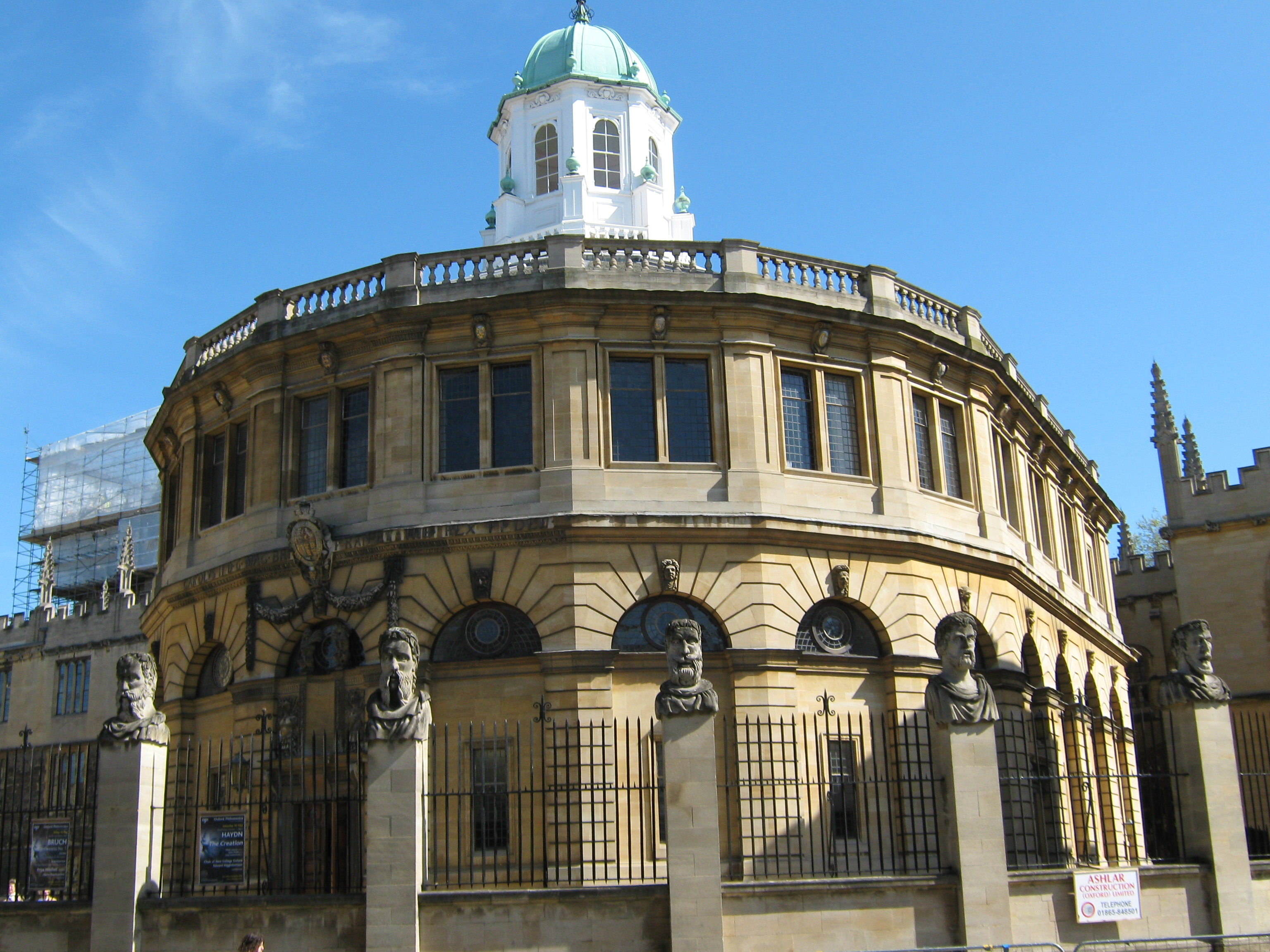
Le Théâtre Sheldonian en 2009.

La relation entre la ville et l'université est souvent difficile : on compte quatre-vingt-treize étudiants et citadins tués lors de l'émeute de la Sainte-Scholastique de 1355. L'épidémie de suette en 1517 est particulièrement dévastatrice à Oxford et à Cambridge : elle y tue la moitié des populations des deux villes, dont de nombreux étudiants et professeurs.

### La Renaissance
En 1546, l'église de Christ Church devient la cathédrale du diocèse d'Oxford. Il s'agit là d'un exemple unique d'érection d'une chapelle de collège en cathédrale. À l'origine église du prieuré de sainte Frideswide, le bâtiment avait été agrandi et intégré au Cardinal's College, peu avant que celui-ci ne devienne le fameux Christ Church College. En 1555, les évêques Hugh Latimer et Nicholas Ridley et l'archevêque Thomas Cranmer, appelés depuis les martyrs d'Oxford, sont jugés pour hérésie puis brûlés sur le bûcher, en raison de leurs croyances, de leurs enseignements et de l'hostilité du roi Henri VIII.

### Époque moderne
Au cours de la première révolution anglaise et malgré le fort soutien de la ville pour la cause parlementaire, Oxford abrite la Cour de Charles Ier en 1642, après que le roi est expulsé de Londres. En 1646, la ville cède aux forces parlementaires du général Thomas Fairfax lors du siège d'Oxford. Durant la grande peste de Londres en 1665, Oxford abrite la Cour de Charles II, qui doit malgré ses réticences fuir la capitale devant l'épidémie.
En 1790, le  canal d'Oxford relie la ville à Coventry. Le nouveau canal est relié à la Tamise en 1789 par le Duke's Cut, réalisé par George Spencer, 4e duc de Marlborough. En 1796, la société Oxford Canal construit sa propre liaison à la Tamise, à Isis Lock.
En 1844, la Great Western Railway inaugure une ligne ferroviaire d'Oxford à Londres via Didcot et Reading,. En 1851, la London and North Western Railway fait de même, liant Oxford et Londres, via Bicester, Bletchley et Watford. Enfin, en 1864, une troisième voie relie la capitale via Thame, High Wycombe.

### LeXXesiècle
A cette époque, la controverse entourant le mouvement d'Oxford, courant théologique de l'Église anglicane, désigne la ville comme un foyer de la pensée théologique.

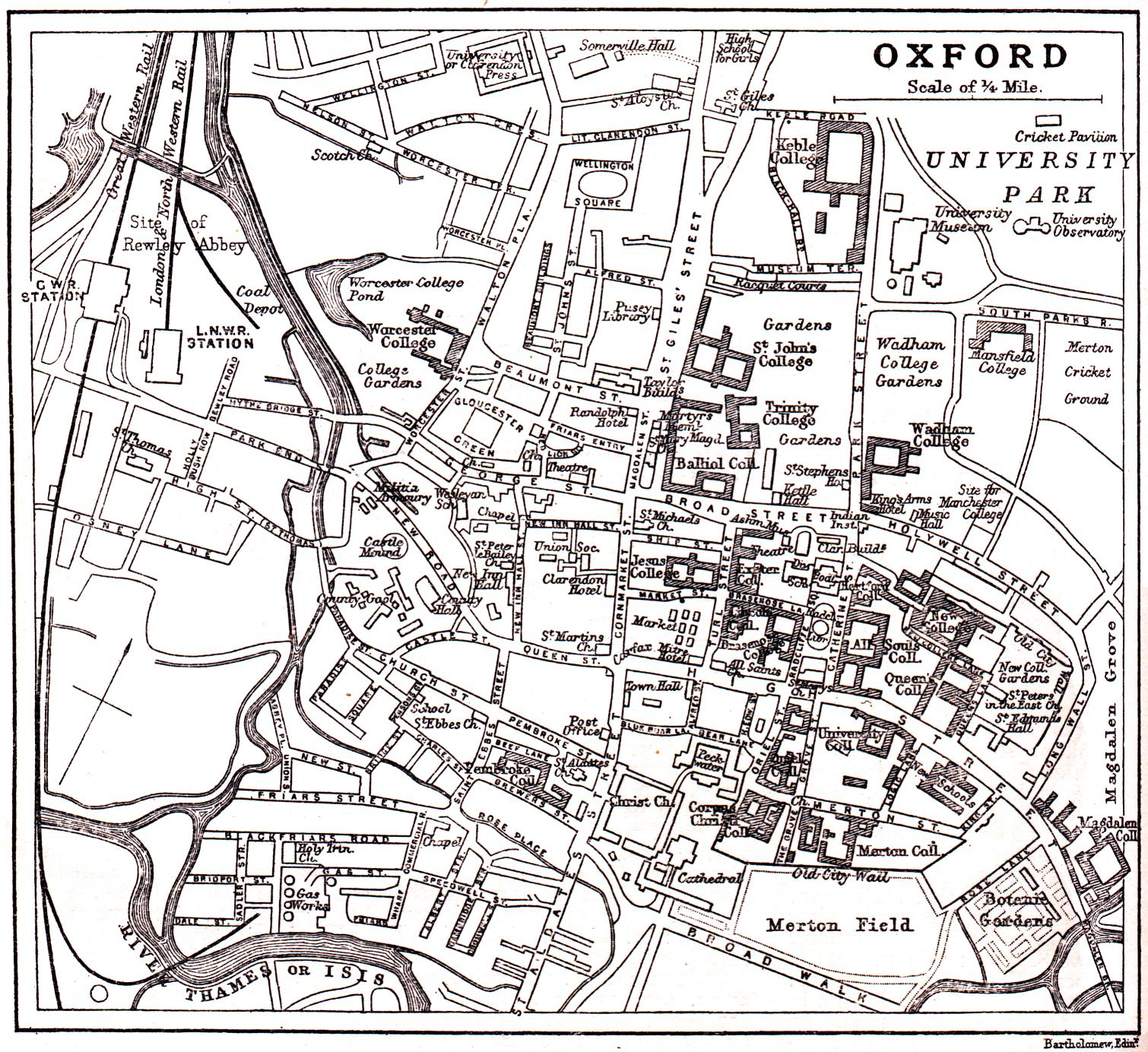
Carte d'Oxford (1904).

La mairie d'Oxford est construite par Henry Thomas Hare. La première pierre est posée le 6 juillet 1893. Elle est inaugurée par le futur roi Édouard VII le 12 mai 1897. Le site est le siège de l'administration territoriale depuis le Guild Hall de 1292. Au début du XXe siècle, Oxford connaît une industrialisation et une croissance démographique rapides. En particulier, l'industrie de l'édition est bien établie dans les années 1920.

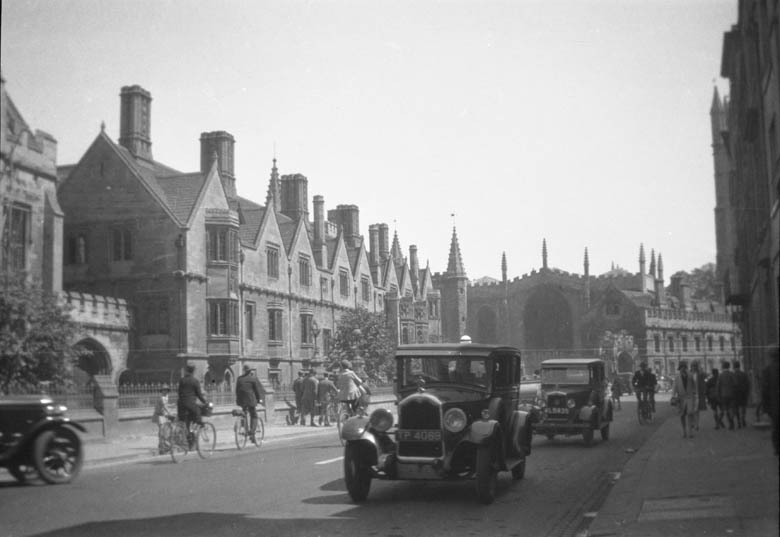
Rue d'Oxford en mai 1925. Photographie de Berit Wallenberg, Direction nationale du patrimoine de Suède.

Durant cette décennie, l'économie et la société d'Oxford subit une transformation quand William Richard Morris fonde la firme Morris Motor pour produire en masse des voitures à Cowley, dans le sud-est de la ville. Au début des années 1970, plus de 20 000 personnes travaillent à Cowley dans les usines Morris Motors et Pressed Steel Fisher. À cette époque, Oxford est une ville de deux mondes : la ville universitaire à l'ouest de Magdalen Bridge et la ville des voitures à l'est. Cowley subit des pertes d'emplois importantes dans les années 1980 et 1990 lors du déclin de British Leyland, mais produit depuis la Mini pour BMW. Une grande partie de la zone industrielle automobile de Cowley est démolie dans les années 1990.

### Comte d'Oxford
Le titre de comte d'Oxford fut créé en 1142 par l'emperesse Mathilde pour Aubrey de Vere (1115-1194). C'est l'un des plus anciens titres de la pairie d'Angleterre. Tenu par la famille de Vere jusqu'en 1703, il devint dormant avec le décès du 20e comte.

## Géographie
Oxford est située dans le comté de l'Oxfordshire dont elle est le centre administratif. La ville est à 90 km au nord-ouest de Londres.
La rivière Cherwell et la Tamise traversent Oxford et se rejoignent au sud de la ville. À Oxford, la Tamise est appelée l'Isis.

### Climat
Oxford a un climat maritime tempéré (CFB dans la classification de Köppen). Les précipitations sont uniformément réparties dans l'année et sont fournies principalement par les systèmes météorologiques qui arrivent de l'Océan Atlantique.
La température la plus basse jamais enregistrée à Oxford est de −16,6 °C en janvier 1982. La température la plus élevée jamais enregistrée à Oxford est de 35,6 °C en août 2003 lors de la canicule européenne de 2003.
Les moyennes ci-dessous proviennent de la station météorologique Radcliffe. Elle possède la plus longue série de relevés de température et de précipitations pour la Grande-Bretagne. Ces relevés sont faits depuis janvier 1815. Des relevés irréguliers de précipitations, température et nuages existent depuis 1767
.
| Mois                                       | Janv | Fév  | Mars | Avr  | Mai  | Juin | Juil | Août | Sept | Oct  | Nov  | Déc  | Année |
| ------------------------------------------ | ---- | ---- | ---- | ---- | ---- | ---- | ---- | ---- | ---- | ---- | ---- | ---- | ----- |
| Températures minimales moyennes (°C)       | 1,4  | 1,4  | 2,5  | 4,3  | 7,2  | 10,2 | 12,2 | 11,9 | 9,8  | 6,8  | 3,8  | 2,1  | 6,1   |
| Températures maximales moyennes (°C)       | 6,8  | 7,4  | 10,1 | 13   | 16,7 | 19,8 | 21,7 | 21,2 | 18,5 | 14,2 | 9,8  | 7,4  | 13,9  |
| Moyennes mensuelles de précipitations (mm) | 52,6 | 41,0 | 41,1 | 49.5 | 43,9 | 50,6 | 53,3 | 59,5 | 60,3 | 65,3 | 61,8 | 55,8 | 643,5 |

## Économie
Centre de services régional, Oxford possède d’importantes fonctions commerciales et touristiques. En dépit de son potentiel scientifique, Oxford n’a pas aussi bien réussi que Cambridge à développer une technopole.

### Brasserie
La brasserie Morrell d'Oxford est fondée en 1743 par Richard Tawney. Il s'associe en 1782 avec Mark et James Morrell, qui finissent par en devenir propriétaires.
Le bâtiment de la brasserie, connu sous le nom « Lion Brewery », est situé dans St Thomas Street. Après un désaccord familial, la brasserie Morrell est fermée en 1998. La marque commerciale de la bière est transmise à la brasserie Burtonwood Thomas Hardy, tandis que les 132 pubs de la firme sont achetés par Morrells of Oxford qui vend la majeure partie d'entre eux à la brasserie Greene King en 2002. Le « Lion Brewery » est transformé en appartements de luxe en 2002.

### Marché couvert
L'un des charmes d'Oxford, parmi d'autres, est son marché couvert, ouvert depuis le 1er novembre 1774. Il s'agit alors d'une halle où avait lieu une foire aux bestiaux, avec des boucheries contiguës alimentant les différents collèges et les habitants de la ville.
Il abrite toujours de nombreux commerces, principalement des détaillants en alimentation comme des primeurs pour les fruits et légumes, des boucheries qui produisent la saucisse d'Oxford, etc.

### Blackwell
La ville a de nombreuses librairies dont la librairie Blackwell's, fondée en 1879 à Oxford par Benjamin Henry Blackwell. Elle est devenue depuis une chaine nationale de distribution de livres comptant 60 librairies au Royaume-Uni et devenant la première librairie sur internet en 1995.
En 1966, la salle Norrington est ouverte dans Broad Street. S'étendant en partie sous le Trinity College, elle mesure 930 m2 et offre 5 km de rayonnage, méritant ainsi son entrée au Livre Guinness des records.
La société appartient toujours à la famille Blackwell.

### Morris Motors
William Richard Morris fonde la firme Morris Motor dans les années 1920 pour produire en masse des voitures à Cowley, dans le sud-est de la ville. Jusqu'à 20 000 personnes, dans les années 1970, travaillent dans l'industrie automobile.
Le déclin de British Leyland entraine des pertes d'emplois importantes dans les années 1980 et 1990.
Désormais, le site d'oxford produit 3 500 Mini  par semaine pour BMW et emploie 4 500 personnes.

### MG Motor
Cecil Kimber fonde la firme MG Motor en 1924 dans sa concession Morris Garage où il produisait des voitures de sport sur base Morris, carrossées par lui. L'entreprise eut tellement de succès qu'elle dut acquérir une usine séparée à Abingdon en 1928.

## Politique et administration

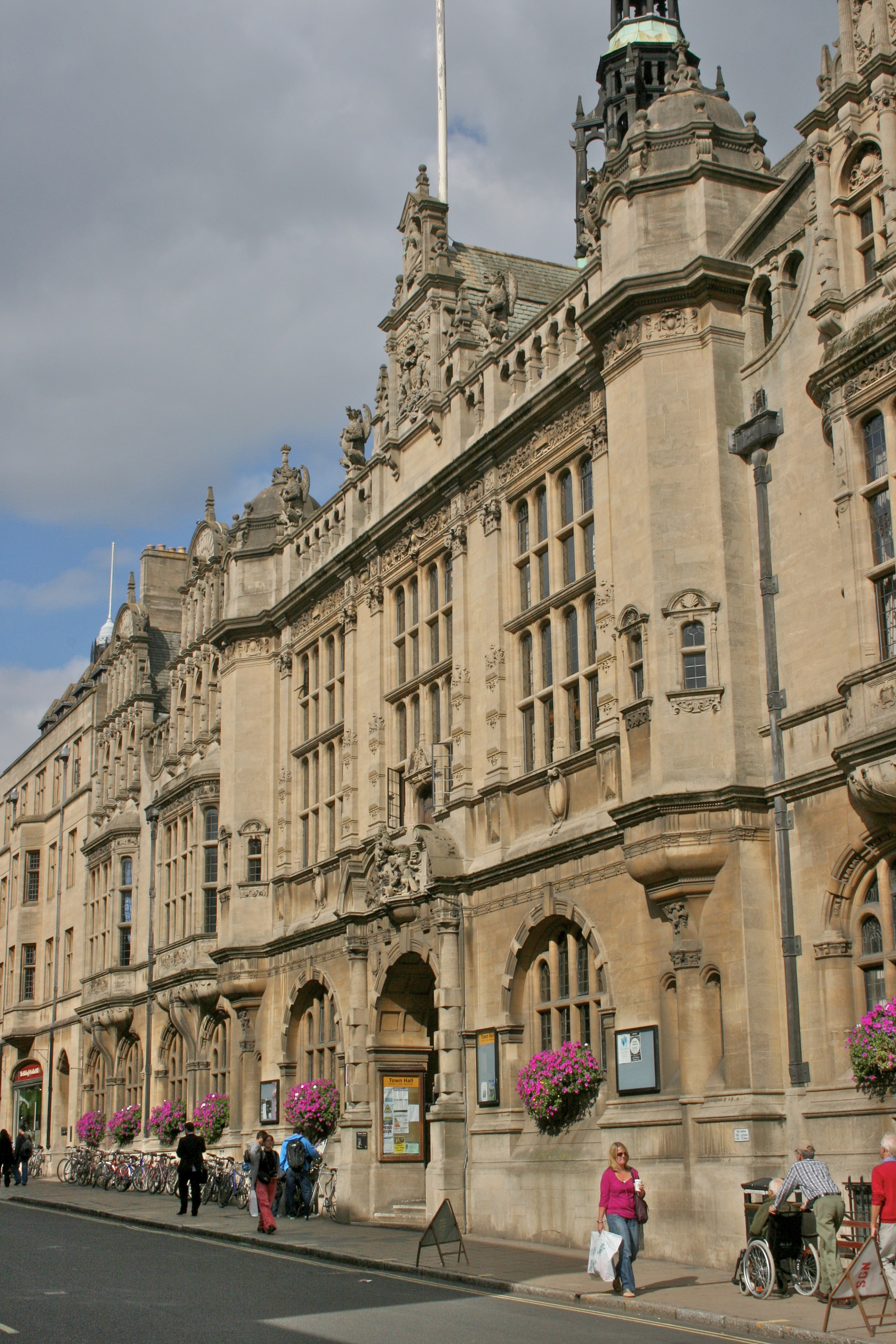
Hôtel de ville.

Oxford a un statut de cité depuis 1542.
La ville est dirigée par le conseil de la ville composé de 48 sièges renouvelés pour moitié tous les deux ans. Après les élections de mai 2016, il est composé ainsi : 35 représentants du parti travailliste, 8 libéraux démocrates, 4 verts et 1 indépendant
. Le titre honorifique de lord-maire est conféré tous les ans en mai par l'ensemble des conseillers à l'un des leurs.

### Renouveau urbain

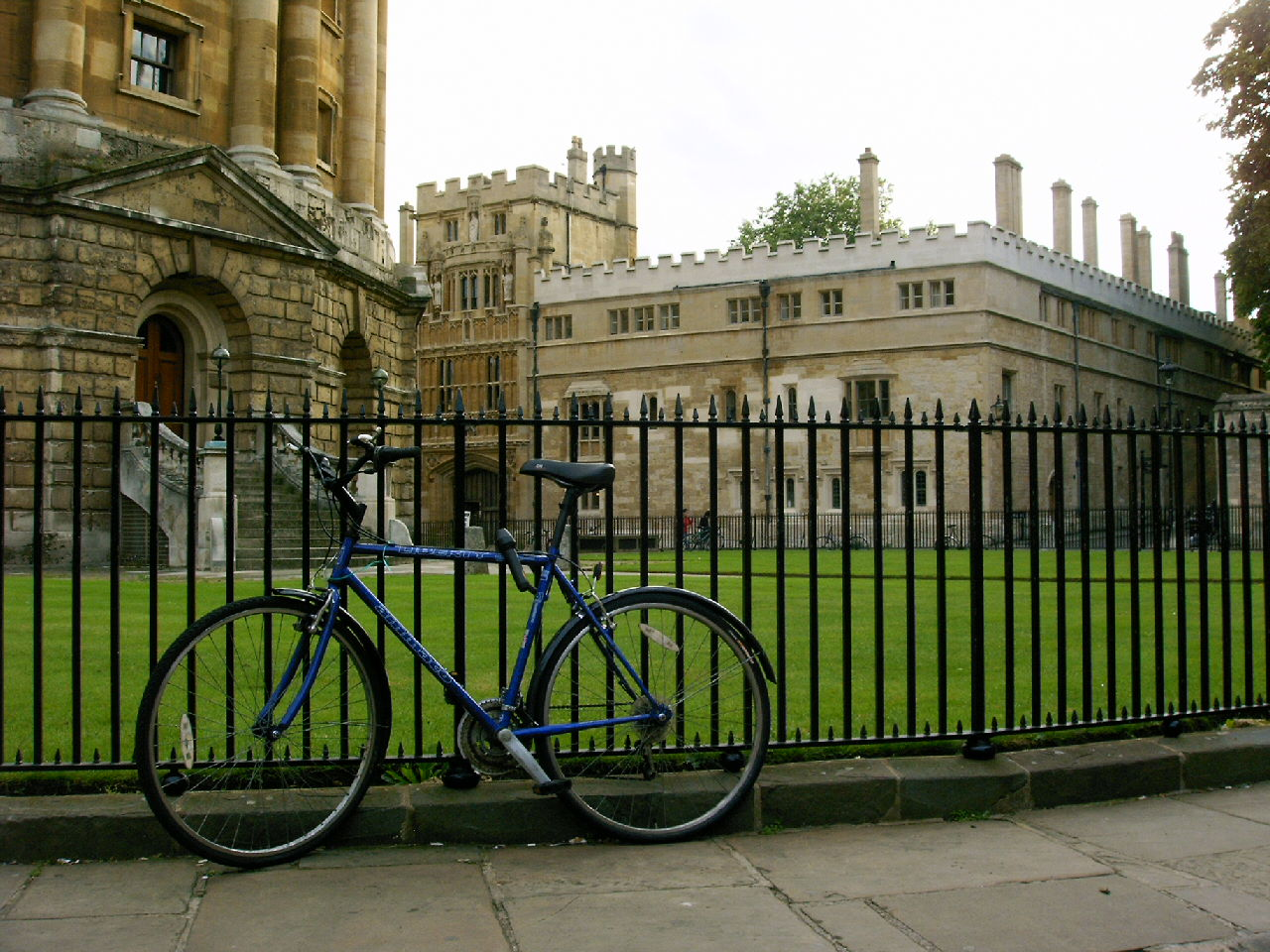
Transport alternatif à Oxford.

Le réaménagement de Westgate n'est qu'une partie d'un dispositif plus large proposée par le conseil municipal. Ce projet comprend une refonte totale du centre d'Oxford pour le rendre « piétonnier ».
Le projet, intitulé « transformer Oxford », est seulement, à ce stade, un plan directeur pour la consultation publique, mais les responsables de conseil sont convaincus de son avenir.
Un des éléments clé est de rendre piétonnier Queen Street, en déplaçant les arrêts de bus pour supprimer totalement les autobus de la rue. Puis faire de même dans George Street et Magdalen Street à l'été 2010 et peut-être la suppression du trafic dans Broad Street la même année.
En 2011, le plan des ingénieurs des ponts et chaussées prévoit l'élimination des feux de circulation et l'introduction de ronds-points pour améliorer la fluidité du trafic pour remodeler le carrefour de Frideswide Square près de la gare.

### Jumelage
- Bonn (Allemagne) depuis 1947
- Grenoble (France) depuis 1989
- Leyde (Pays-Bas) depuis 1946
- Perm (Russie) depuis 1995
- León (Nicaragua) depuis 1986
- Umea (Suède)
- Wrocław (Pologne)

## Transports

### Autobus

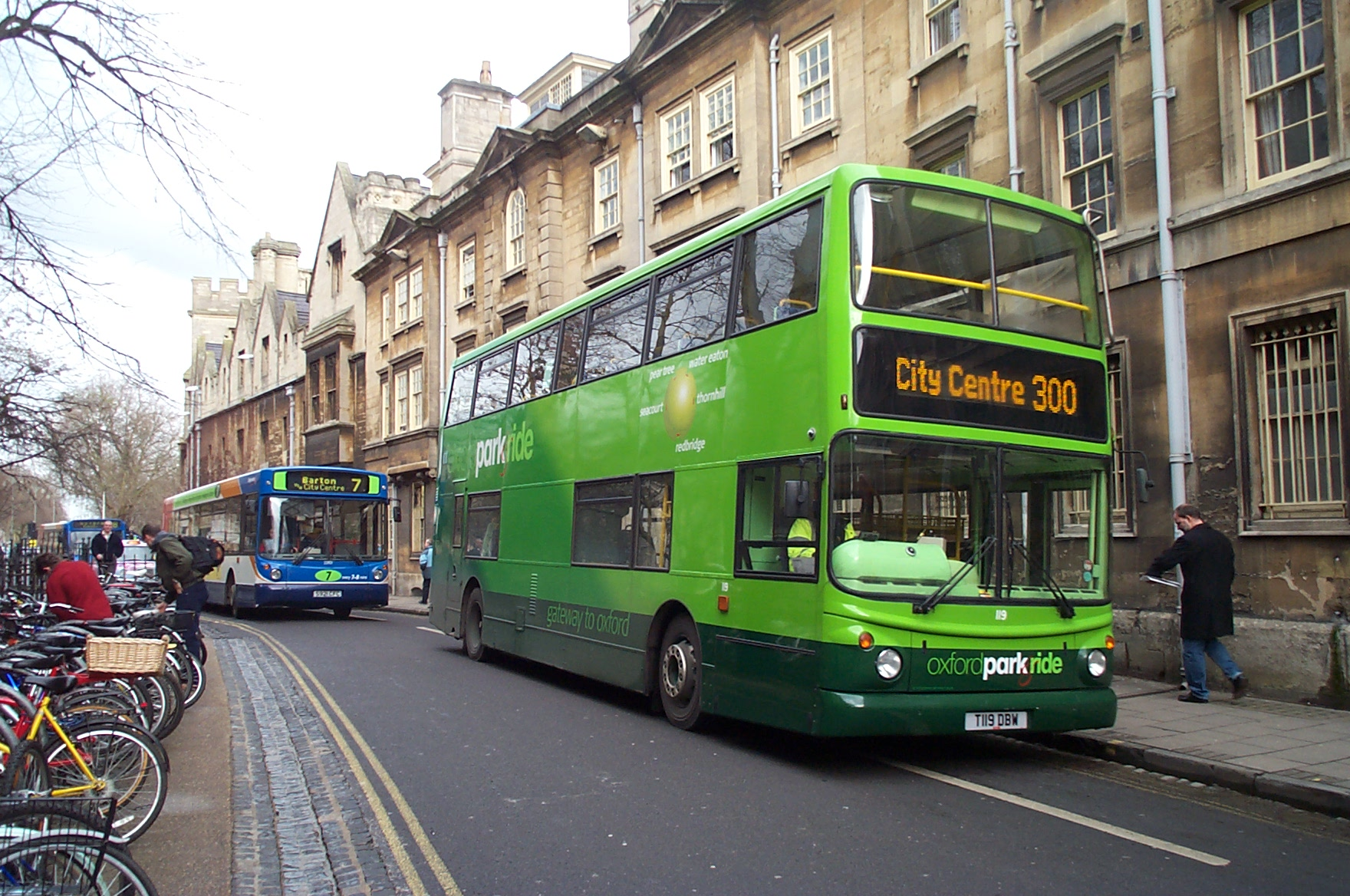
Un bus de l' Oxford Bus Company.

Les services d'autobus sont assurés principalement par Oxford bus company et Stagecoach in Oxfordshire. Les deux compagnies exploitent également des services réguliers à destination de Londres.
D'autres opérateurs existent, notamment Thames Voyage, Shires Arriva & Essex et plusieurs petites entreprises.
Oxford comporte 5 espace de stationnement pour automobiles, situés en périphérie de la ville :
- Pear Tree (Liaison au centre-ville par le bus 300)
- Redbridge (Liaison au centre-ville par le bus 300)
- Seacourt (Liaison au centre-ville par le bus 400)
- Thornhill (Liaison au centre-ville par le bus 400)
- Water Eaton (Liaison au centre-ville par le bus 500)

Un service fonctionne également à partir de l'hôpital John Radcliffe ainsi que des hôpitaux Churchill et Nuffield.

### Rail

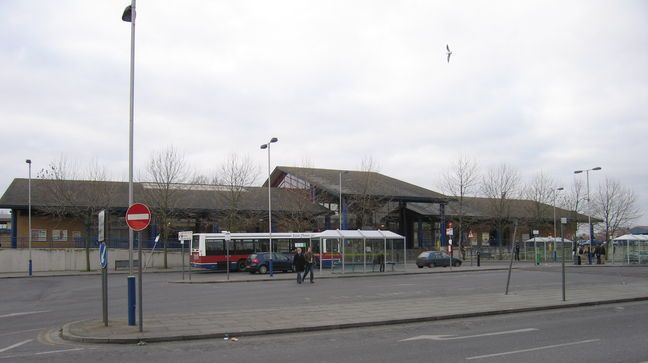
La gare d'Oxford (Oxford railway station).

La gare d'Oxford est à environ 1 km du centre-ville. Elle existe depuis 1844, mais est déplacée à son emplacement actuel en 1852. La gare actuelle est inaugurée en 1952.
Elle est le point de départ pour les trains rapides pour Paddington et des trains locaux pour Reading, Worcester et Bicester.
La gare est exploitée par la First Great Western, mais est également utilisée par CrossCountry et parfois Chiltern Railways.

### Autoroute
La ville est desservie par l'autoroute M40, inaugurée en 1974, qui relie Londres à Birmingham.
Elle fait un grand arc de cercle autour d'Oxford (restant à 16 km du centre) pour éviter la forêt.

### Air
L'aéroport d'Oxford Kidlington (ou aéroport de Londres - Oxford, ou encore aéroport de Kidlington), (code IATA : OXF • code OACI : EGTK), se trouve à 11 km au nord de la ville. C'est un petit aéroport privé spécialisé dans l'aviation légère et d'affaires. Il est le siège de l'école de pilote de ligne Oxford Aviation Academy.

## Enseignement

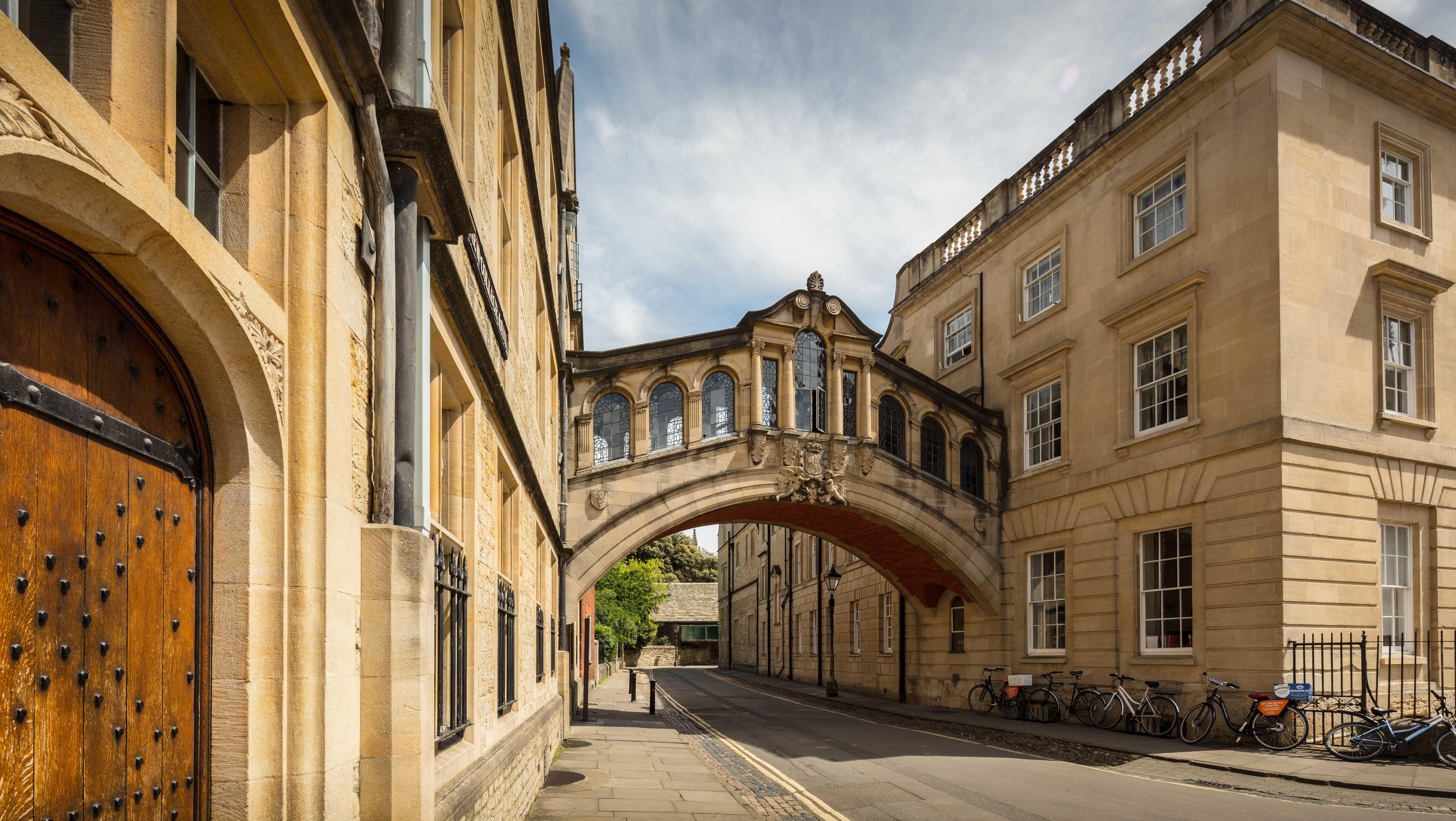
Hertford College, Bridge of sighs (le pont des soupirs).

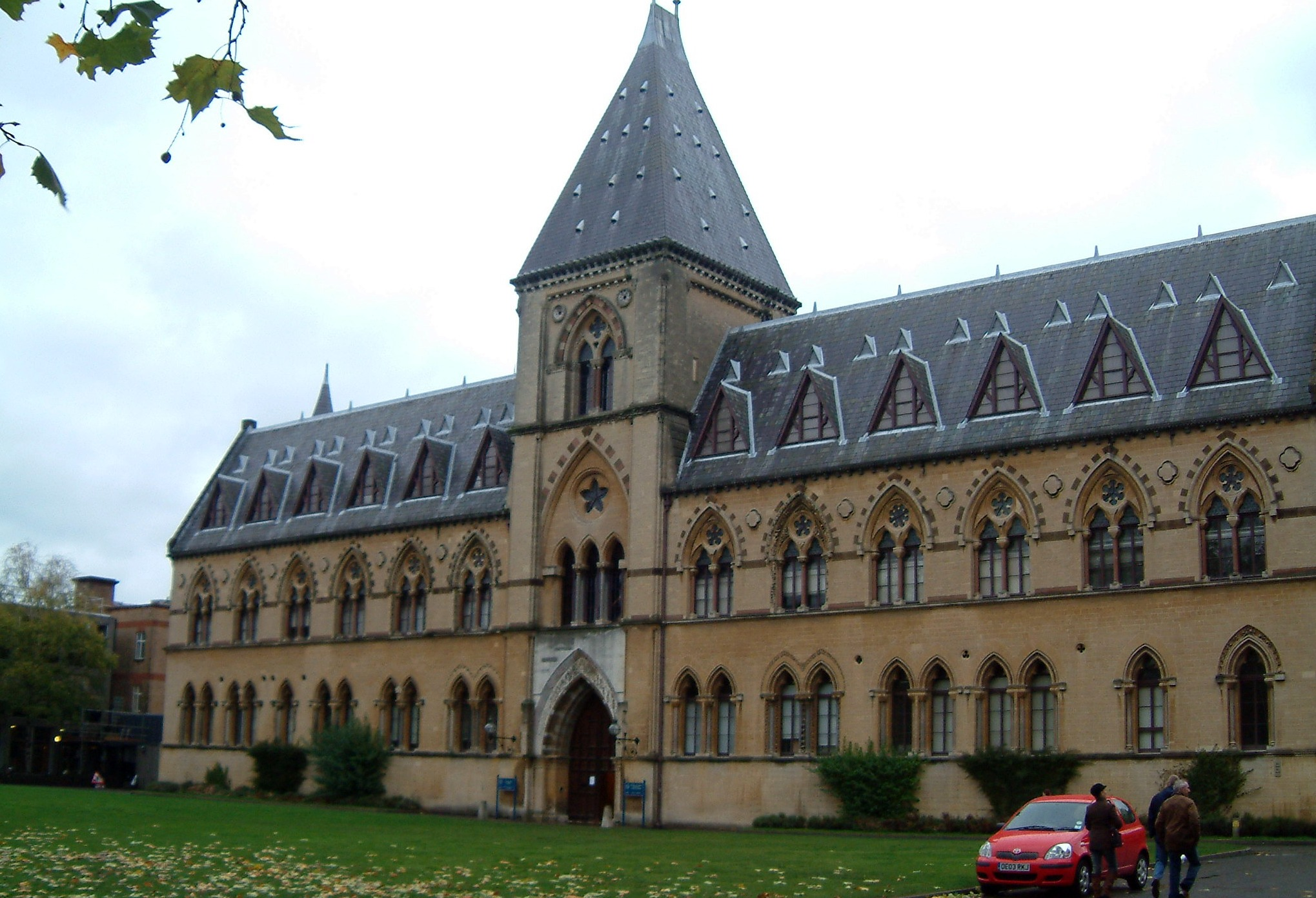
Musée d'histoire naturelle de l'université d'Oxford.

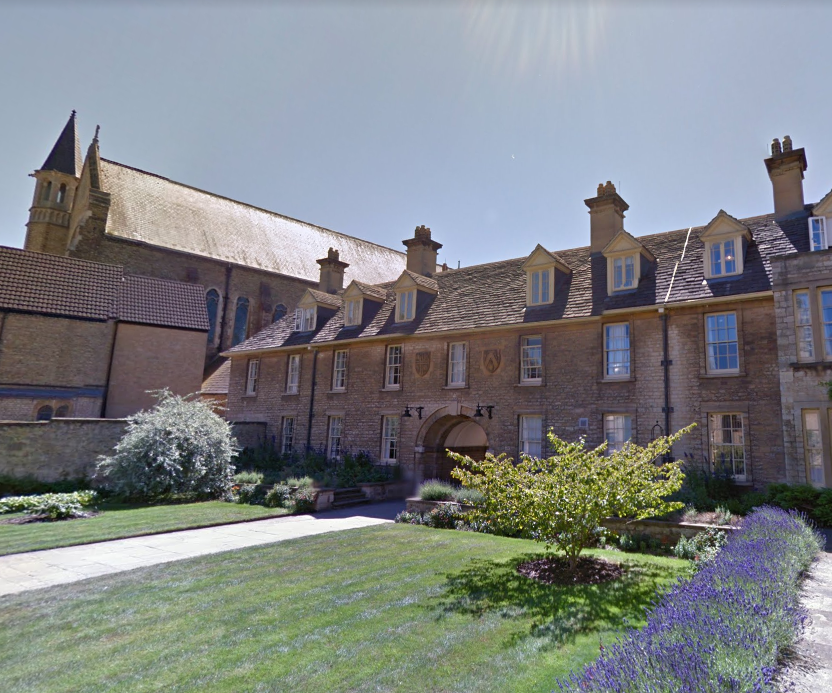
Somerville College, un collège de l'université.

Deux universités cohabitent aujourd'hui à Oxford, l'université d'Oxford et l'Oxford Brookes University. La ville abrite également une école de formation au métier de pilote de ligne, la CAE Oxford Aviation Academy.

### Université d'Oxford
L’université d'Oxford est la plus ancienne du pays et l’une des plus prestigieuses du monde. Elle compte actuellement[Quand ?] environ 19 000 étudiants répartis dans trente-neuf collèges et six Permanent Private Halls (fondations religieuses).
Les premiers textes mentionnant l'existence d'enseignements à Oxford remontent au XIIe siècle. Les premiers collèges ne furent toutefois fondés qu'au siècle suivant : University College en 1249, Balliol en 1263 et Merton en 1264.
Aujourd'hui, les enseignements à l'université d'Oxford sont divisés en quatre branches principales :
1. Sciences humaines (Humanities)
2. Sciences mathématiques, physiques et de la vie (Mathematical, Physical and Life Sciences)
3. Sciences médicales (Medical Sciences)
4. Sciences sociales (Social Sciences),

elles-mêmes réparties en départements, sous-départements et laboratoires.
L'encadrement général des étudiants et leur hébergement s'effectuent dans les 39 collèges et les six« private halls », administrés de façon autonome, qui sont au cœur du système d'enseignement de l'université.
Les colleges sont les suivants ; All Souls ; Balliol ; Brasenose ; Christ Church ; Corpus Christi ; Exeter ; Green ; Harris Manchester ; Hertford ; Jesus ; Keble : Kellogg ; Lady Margaret Hall ; Linacre ; Lincoln ; Magdalen ; Mansfield ; Merton ;
New College ; Nuffield ; Oriel ; Pembroke ; Queen's ; St Anne's ; St Antony's ; St Catherine's ; St Cross ; St Edmund Hall ; St Hilda's ; St Hugh's ; St John's ; St Peter's ; Somerville ; Templeton ; Trinity ; University ; Wadham ; Wolfson ; Worcester
Les « private halls » sont les suivants ; Blackfriars, Campion Hall, Greyfriars, Regent's Park, St Benet's Hall, St Stephen's House, Wycliffe Hall.

### Oxford Brookes
L'Oxford Brookes University, issue du Oxford School of Art (fondée en 1865), est devenue École polytechnique, et enfin université d'État en 1992.
Elle tient son nom de John Henry Brookes qui fut le directeur de l'établissement antérieur de 1928 à 1956. Elle comptait 18 000 étudiants en 2006-2007, et a été à plusieurs reprises promue « meilleure nouvelle université » anglaise par le journal The Times.
Elle comporte plusieurs départements dont l'histoire, les langues vivantes, l'économie et l'informatique.

## Culture locale et patrimoine

### Patrimoine architectural

#### Monuments
- Château d'Oxford
- Sheldonian Theatre
- Bibliothèque Bodléienne

#### Musées
- Ashmolean Museum
- Musée d'histoire naturelle de l'université d'Oxford

#### Bâtiments religieux
- Cathédrale Christ Church d'Oxford
- Église universitaire St Mary the Virgin

#### Collèges
- Bâtiments du Jesus College
- Somerville College

### Personnalités liées à la ville
Nées à Oxford :
- Stephen Hawking, un physicien théoricien et cosmologiste
- Dorothy L. Sayers, femme de lettres et romancière
- Hugh Laurie, acteur, pianiste, chanteur
- Lucy Gordon, actrice
- Yasmin Le Bon, mannequin, model
- Theo James, acteur
- Joey Beauchamp, footballeur
- Michaela Staniford, joueuse anglaise de rugby
- Barbara Thompson, saxophoniste de jazz et compositrice
- Sophie Rhys-Jones, duchesse d'Édimbourg

Résidant ou ayant résidé à Oxford :
- J. R. R. Tolkien, écrivain
- Élisabeth de Gaulle (fille du général de Gaulle, épouse du général Alain de Boissieu)
- Thomas Edward Lawrence, officier, écrivain
- C. S. Lewis, écrivain
- Lewis Carroll, écrivain
- Philip Pullman, écrivain
- Oscar Wilde, écrivain
- Aung San Suu Kyi, femme politique birmane
- William Richard Morris, constructeur automobile.
- Louise Johnson, biochimiste et cristallographe britannique.
- Cressida Dick, Ancienne Commissaire en chef de la Police de Londres.

Décédés à Oxford :
- Richard Adams, romancier.

Groupes de musiques formés à Oxford :
- Radiohead
- Supergrass
- Ride
- Foals
- Glass Animals

### Oxford dans les arts
Pour créer son personnage d'Alice dans Alice au pays des merveilles, Lewis Carroll s'est inspiré d'Alice Liddell, la fille du doyen de Christ Church Henry Liddell.
Plusieurs films et séries y ont été tournés, tels que la série de films Harry Potter, Crimes à Oxford, X-men : Le Commencement, La Boussole d'Or, la série His Dark Materials : À la croisée des mondes ou encore la très populaire série policière Inspecteur Morse pour laquelle la ville d'Oxford et ses collèges servirent très souvent de lieu de tournage.